# Regne de Masa
El regne de Masa o Maša era un petit estat de l'occident d'Anatòlia que va existir cap al segle xiii aC. Estava situat a la clàssica Galàcia o nord-est de Frígia, i al sud del Pont. Durant el segle xiv aC diverses tribus kashka la van poblar, i el rei Tudhalias III hi va fer una incursió, acompanyat del seu fill i futur successor Subiluliuma I (llavors príncep), potser l'any 1360 aC.
Després de la conquesta hitita d'Arzawa (entre el 1320/1310 aC) un rei que les tauletes esmenten con E.gal.pap (els dos punts són per dos lletres que manquen) es va revoltar a l'oest d'Hatti durant uns deu anys. Maskhuiluwas de Mira i Kuwaliya, inicialment lleial als hitites, cansat de la seva tutela, es va unir al rebel i va incitar també a la rebel·lió del regne de Pitassa. E.gal.pap podria ser el rei de Masa però això no es pot confirmar.
Mursilis II va anar a Sallapa des d'on va amenaçar a Maskhuiluwas de Mira i Kuwaliya; aquest va fugir al regne de Masa, mentre el seu regne de Mira i Kuwaliya es va rendir als hitites. Mursilis va envair Masa, causant molts danys. Mursilis va amenaçar amb la destrucció a Masa i la gent del país van fer presoner al rei rebel i el van entregar al rei hitita, que el va enviar a Hattusa. No el va matar, sinó que el va nomenar gran sacerdot d'una ciutat sagrada, i al seu lloc Mursilis va instal·lar a un nebot i fill adoptiu del deposat, anomenat Kupanta-Kurunta. Se suposa que E.gal.pap va ser derrotat en les campanyes de Mursilis a partir del seu catorzè any de regnat i en aquestos anys Masa es va incorporar als dominis hitites, però al començament del regnat de Muwatallis II encara apareix Masa atacant Wilusa, el rei de la qual, Alaksandu, va demanar ajuda al rei hitita i van va rebutjar la invasió. Alaksandu va establir un nou tractat amb els hitites i se'n va fer vassall.